# 奥拉夫·扬森
奥拉夫·扬森（德語：Olaf Janßen，1966年10月8日—），德国男子足球运动员，司职中场。他曾代表西德国奥队参加1988年夏季奥林匹克运动会足球比赛，获得一枚铜牌。